# I tetti di Montmagny
I tetti di Montmagny è un dipinto a olio su tela (65,4x54,6 cm) realizzato tra il 1906 ed il 1907 dal pittore Maurice Utrillo. È conservato nel Centre Pompidou di Parigi.
Montmagny è una cittadina vicino a Parigi, dove il pittore viveva con la madre.